# Turcinești (gmina)
Turcinești – gmina w Rumunii, w okręgu Gorj. Obejmuje miejscowości Cartiu, Horezu, Rugi i Turcinești. W 2011 roku liczyła 2226 mieszkańców.